# Idzikowice (powiat opoczyński)
Idzikowice – wieś w Polsce, położona w województwie łódzkim, w powiecie opoczyńskim, w gminie Drzewica. Historycznie w Małopolsce. 
W latach 1975–1998 wieś należała administracyjnie do województwa radomskiego.
Wieś była wspominana przez Jana Długosza, jako własność rodu Rawitów. W II poł. XIX wieku była własnością rządową, prócz folwarku był tam młyn wodny. 
Funkcjonuje tutaj szkoła podstawowa której początki sięgają 1938 roku. 
Wierni kościoła rzymskokatolickiego należą do parafii św. Mikołaja w Libiszowie.

## Integralne części wsi
| SIMC    | Nazwa     | Rodzaj    |
| ------- | --------- | --------- |
| 0618131 | Choinki   | część wsi |
| 0618148 | Dział     | część wsi |
| 0618154 | Malinie   | część wsi |
| 0618160 | Podlipów  | część wsi |
| 0618177 | Przedewś  | część wsi |
| 0618183 | Zaopłotki | część wsi |

## Kolej
Przez Idzikowice przebiega Centralna Magistrala Kolejowa ze stacją Idzikowice. W pobliżu znajduje się osiedle złożone z kilku bloków mieszkalnych. W miejscowości znajdują się warsztaty naprawcze taboru kolejowego, oddział produkcyjny przedsiębiorstwa REMTRAK.